# Muthanuru, Bangarapet
Muthanuru là một làng thuộc tehsil Bangarapet, huyện Kolar, bang Karnataka, Ấn Độ.